# Live: Omaha To Osaka
Live: Omaha To Osaka es el sexto álbum de la banda estadounidense de rock, L7, publicado el 15 de diciembre de 1998, por la discográfica Man's Ruin Records

## Lista de canciones
1. "L7 Medley/Overture" – 6:41
2. "Bad Things" – 3:22
3. "Must Have More" – 4:06
4. "Deathwish" – 3:01
5. "Slide" – 4:07
6. "Bitter Wine" – 4:32
7. "Drama" – 4:10
8. "Non-Existent Patricia" – 4:17
9. "Pattylean" – 2:53
10. "El Whatusi" – 3:54
11. "Shitlist" – 3:01
12. "Andres" – 3:08
13. "Fast and Frightening" – 3:41
14. "Off the Wagon" – 2:56
15. "Little One" – 2:09
16. "Lorenza, Giada, Allessandra" – 5:15

- Datos: Q5977329